# سقاطة مولر
تعد سقاطة مولر في علم الوراثة التطورية (التي سميت نسبة لهرمان جوزيف مولر عن طريق قياس تأثير السقاطة) بمثابة عملية يُراكم من خلالها جينوم الجمهرة اللاجنسية طفرات ضارة (طفرات مؤذية) بطريقة غير عكسية. اقترح مولر هذه الآلية كسبب لتفضيل التكاثر الجنسي على التكاثر اللاجنسي. قد لا يكون التأثير السلبي لتراكم الطفرات الضارة التي لا رجعة فيها سائداً في الكائنات الحية والتي على الرغم من أنها تتكاثر لا جنسياً إلا أنها تخضع أيضاً لأشكال أخرى من إعادة التركيب. وقد لوحظ هذا التأثير أيضاً في مناطق من جينوم الكائنات الحية الجنسية التي لا تخضع لإعادة التركيب.

## أصل المصطلح
بالرغم من أن مولر ناقش مزايا التكاثر الجنسي في حديثه عام 1932 إلا أنه لم يكن يحتوي على كلمة «سقاطة». قد مولر مصطلح السقاطة لأول مرة في بحثه عام 1964 ووضعت عبارة «سقاطة مولر» من قبل جو فيلسنشتاين في ورقته عام 1974 الذي سُمي «الميزة التطورية لإعادة التركيب».

## التفسير
يجبر التكاثر اللاجنسي الجينومات على أن تًورث كقطع غير قابلة للتجزئة وبمجرد أن تبدأ الجينومات الأقل احتواءً على الطفرات في جمهرة لا جنسية بحمل طفرة ضارة واحدة على الأقل فلا يمكن توقع وجود أي جينومات ذات عدد قليل من هذه الطفرات في الأجيال اللاحقة (إلا إن كانت نتيجة لطفرة خلفية). هذا يؤدي إلى تراكم نهائي لطفرات تعرف باسم الحمل الوراثي. من الناحية النظرية فإن الحمل الجيني الذي تحمله الجمهرة اللاجنسية يصبح في النهاية كبيراً لدرجة أنه يؤدي إلى انقراض الجمهرة. تسمح عملية إعادة التركيب الجيني في المجموعات الجنسية لجينومات النسل أن تكون مختلفة عن جينومات الأبوين. يمكن تحديداً توليد جينوم ذرية بعدد أقل من الطفرات من الجينومات الأبوية الأكثر تحوراً عن طريق تجميع أجزاء خالية من الطفرات من الكروموسومات الوالدية.
يوجد بين طلائعيات وبدائيات النوى عدد كبير من الكائنات التي يُفترض بأنها لا جنسية كما تم إظهار المزيد والمزيد من الكائنات التي تتبادل المعلومات الجينية من خلال مجموعة مختلفة من الآليات. على النقي من ذلك فإن جينومات الميتوكوندريون والبلاستيدات الخضراء لا تخضع لإعادة التركيب وقد تخضع لسقاطة مولر لو لم تكن صغيرة. إن احتمال أن تنتهي الجينومات الأقل تحوراً في الجمهرة اللاجنسية بحمل طفرة (إضافية) واحدة على الأقل يعتمد بشكل كبير على معدل الطفرات الجينية وهذا يزداد خطياً إلى حد ما بزيادة حجم الجينوم (بزيادة عدد الأزواج القاعدية الموجود في الجينات الفاعلة بشكل أدق). مع ذلك فإن الانخفاض في حجم الجينوم وخاصة لدى الطفيليات والمتكافلات من شأنه أن يحدث أيضاً عن طريق التخلص من الجينات التي أصبحت غير ضرورية. لذلك، فإن الجينوم الأصغر ليس مؤشراً أكيدًا على عمل سقاطة مولر.
يجب أن تخضع الكروموسومات أو مناطق من الكروموسومات مثل الكروموسوم Y في الثدييات في الكائنات التي تتكاثر عن طريق الاتصال الجنسي (باستثناء التسلسلات متعددة النسخ التي تخضع لإعادة التركيب داخل الكروموسومي والتحول الجيني) أيضاً لتأثير سقاطة مولر. تميل هذه التسلسلات غير المعاد تركيبها إلى الانكماش والتطور بسرعة. مع ذلك فقد يكون هذا التطور السريع نتيجة عدم قدرة هذه التسلسلات على إصلاح أعطاب الحمض النووي عن طريق الإصلاح بمساعدة القالب مما يعادل زيادة معدل الطفرات في هذه التسلسلات. ليس من السهل توصيف الانكماش والتطور السريع لسقاطة مولر وحدها.
نظراً لاعتماد سقاطة مولر على الانحراف الوراثي فإنها تتحول بشكل أسرع في المجموعات الأصغر ويُعتقد أنها تضع حداً للحجم الأعظمي للجينوم اللاجنسي والاستمرارية التطورية طويلة الأمد للسلالات اللاجنسية.  مع ذلك فإنه يعتقد بان بعض السلالات اللاجنسية قديمة إلى حد ما كالعلقانيات التي اتضح أنها لا جنسية منذ ما يقارب أربعين مليون عام. مع ذلك فقد تم اكتشاف امتلاك العلقانيات لعدد كبير من الجينات الغريبة التي قد تكون ناتجة عن أحداث نقل الجينات الأفقية المحتملة.

## العصور القديمة من إعادة التركيب وسقاطة مولر
لقد قيل بأن إعادة التركيب هي حدث تطوري قديم أقدم من الحياة نفسها. قد تكون مكررات الحمض النووي الريبوزيي القادرة على إعادة التركيب هي السلف الجنسي المصدر الذي تنحدر منه السلالات اللاجنسية بشكل دوري. قد يوفر إعادة التركيب في السلالات الجنسية المبكرة وسيلة للتغلب على تلف الجينوم. من المرجح أن تكون سقاطة مولر في ظل هذه الظروف القديمة قد أعاقت الثبات التطوري للأنسال اللاجنسية التي لم تكن قادرة على الخضوع لإعادة التركيب.